# Груде (громада)
Груде (хорв. і босн. Opština Grude, серб. Општина Груде) — боснійська громада, розташована в Західногерцеговинському кантоні Федерації Боснії і Герцеговини. Адміністративним центром є місто Груде.
| Боснія і Герцеговина | Це незавершена стаття з географії Боснії і Герцеговини. Ви можете допомогти проєкту, виправивши або дописавши її. |